# Richard H. Anderson
Le premier lieutenant Richard H. Anderson, de White Plains (New York), était un pilote de l'US Army Air Force qui est devenu un as en un jour. Il volait sur le Republic P-47D Thunderbolts, il a abattu cinq chasseurs japonais en une seule action le 25 mai 1945.

## Action
Le 25 mai 1945, Anderson et son ailier, le sous-lieutenant Donald E. Kennedy, de San Antonio (Texas), ont repéré 30 chasseurs Mitsubishi A6M Zero se dirigeant vers Okinawa à 2 000 pieds d'altitude, et tous deux ont attaqué malgré une proportion de 15 contre un.
« Les quatre premiers ont été faciles puisque j'étais sur leur queue. », « J'ai obtenu le cinquième sur un tir dévié alors qu'il se détournait. Quand j'ai appuyé sur la gâchette avec la sixième dans mon viseur, j'ai découvert qu'il ne me restait qu'une seule balle et il s'est enfui. » a déclaré Anderson.
« Kennedy a envoyé trois avions ennemis s'écraser dans la mer avant que d'autres Thunderbolts ne se rapprochent et ne partent ou n'abattent le reste. Les Thunderbolts ont été crédités de 34 avions ce jour-là. », a déclaré une annonce officielle publiée le 3 juin 1945.

## Sources et références
1. ↑  « American Fighter Aces » [archive du 12 septembre 2007], www.americanfighteraces.org
2. 1 2  United Press, "Army Flier Bags Five Japs In Single Fight", The San Bernardino Daily Sun, San Bernardino, California, Monday 4 June 1945, Volume 51, page 1.